# Pecorino toscano
Le pecorino toscano DOP est un fromage italien d' appellation d'origine protégée au lait entier de brebis, à pâte molle ou semi-dure, produit principalement sur le territoire de la Toscane, mais aussi en Ombrie et dans le Latium.
Pline l'Ancien, dans son monumental Naturalis historia, mentionne dans certains passages la production de Pecorino en Toscane. Autrefois appelé cacio marzolino car sa production commençait au mois de mars et c'est avec ce nom qu'on le retrouve mentionné dans un mémoire sur le fromage toscan écrit par Francesco Molinelli vers la fin du XVIIIe siècle.
Depuis le 1er juillet 1996, la dénomination pecorino toscano  est protégée au niveau européen par une appellation d'origine protégée (AOP).

## Histoire
Ses origines sont très anciennes, sa présence depuis l'époque étrusque est l'objet de nombreux témoignages historiques. Pline l'Ancien dans son Naturalis historia le nomme Lunense et mentionne dans certains passages sa production  en Toscane.
Jadis, sa production débutait au mois de mars, il était alors appelé Cacio Marzolino et c'est sous cette dénomination qu'on le trouve mentionné dans un mémoire sur le fromage toscan écrit par  Francesco Molinelli vers la fin du XVIIe siècle. Il est aujourd'hui produit toute l'année.

## Aire géographique
Elle comprend : 
- l'entier territoire de la Toscane ;
- dans la région d'Ombrie, les communes adjacentes d'Allerona et Castiglione del Lago ;
- ainsi que dans la région du Latium, les communes d'Acquapendente, Onano, San Lorenzo Nuovo, Grotte di Castro, Gradoli, Valentano, Farnese, Ischia di Castro, Montefiascone, Bolsena et Capodimonte.

## Caractéristiques
Le pecorino toscano est un fromage à pâte molle ou semi- dure obtenu exclusivement à partir de lait entier de brebis. La forme est cylindrique à flancs plats avec un talon légèrement bombé de 7 à 11 cm de haut et un diamètre variable entre 15 et 22 cm. Le poids de chaque forme peut varier de 1 à 3,5 kilos. La pâte a une structure compacte et est tenace à la coupe pour le type fromage à pâte mi-dure. Il a une couleur blanche ou paille plus ou moins intense. La croûte externe est de couleur jaune avec différentes nuances allant jusqu'au jaune foncé et varie selon les traitements (tomate, cendre, huile d'olive). La saveur est parfumée, accentuée, caractéristique des procédés de production particuliers. 
Selon son usage culinaire en l'état (frais) ou râpé (sec), il est à affinage court avec une durée d'au moins 20 jours alors qu'il faut un minimum de quatre mois pour l'obtention d'une pâte ferme.  

## Production

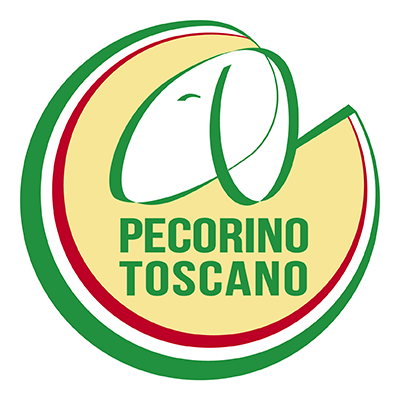
Logo du Consorzio tutela pecorino toscano DOP.

Le pecorino toscano est un fromage DOP et les règles de production sont établies dans le cahier des charges reconnu par l'Union européenne. Dans la discipline de production, il est prévu que le caillage ait lieu uniquement avec de la présure de veau. Au bout d'environ 20/25 minutes, il est cassé jusqu'à ce qu'il atteigne la taille d'une noisette pour un produit mou ou d'un grain de maïs pour un produit à assaisonner. La phase suivante est celle du formage, dans des moules munis de trous pour faciliter l'égouttage du lactosérum. Commence alors la maturation du produit qui est stocké dans des environnements chauds et humides (chambres chaudes, armoires ou coffres chauffants) où une purge rapide du lactosérum est favorisée et le début de la maturation. La phase suivante est le salage à sec (le plus traditionnel) ou en saumure. Une particularité du pecorino toscano est la rapidiré de cette phase qui dure environ une seule journée. Après le salage, le pecorino toscan est laissé mûrir dans des pièces appropriées et périodiquement retournées et contrôlé. Seules les roues répondant à 100 % aux caractéristiques énoncées dans le cahier des charges sont marquées une à une, celles avec une pâte molle à l'encre et à chaud pour les autres. Sur la marque il y a le nom pecorino toscano DOP, le logo de la marque et le numéro d'identification du producteur. Le nom pecorino toscano DOP ou pecorino toscano stagionato DOP doit être présent sur l'étiquette, accompagné du logo européen du DOP, du logo pecorino toscano et des inscriptions obligatoires.

## Utilisation
Lorsqu'il est frais, sa saveur délicate accompagne des crudités. Affiné, il développe un goût plus prononcé, un peu piquant. Le pecorino toscano sec s'utilise aussi râpé comme condiment en saupoudrage sur de nombreuses recettes de la cuisine italienne.
Selon les zones de production, les temps d'affinage changent et avec ceux-ci le goût et l'usage que l'on peut faire de ce fromage changent beaucoup. Ils vont d'un pecorino toscan frais, au goût délicat et sucré, en passant par un pecorino plus assaisonné, avec une saveur plus exigeante et accentuée pour finalement arriver au pecorino longtemps vieilli avec une texture dure et une saveur forte qui est traditionnellement associée aux saveurs douces du miel, des confitures de fruits, légumes de saisons ou des fruits (poires et figues).

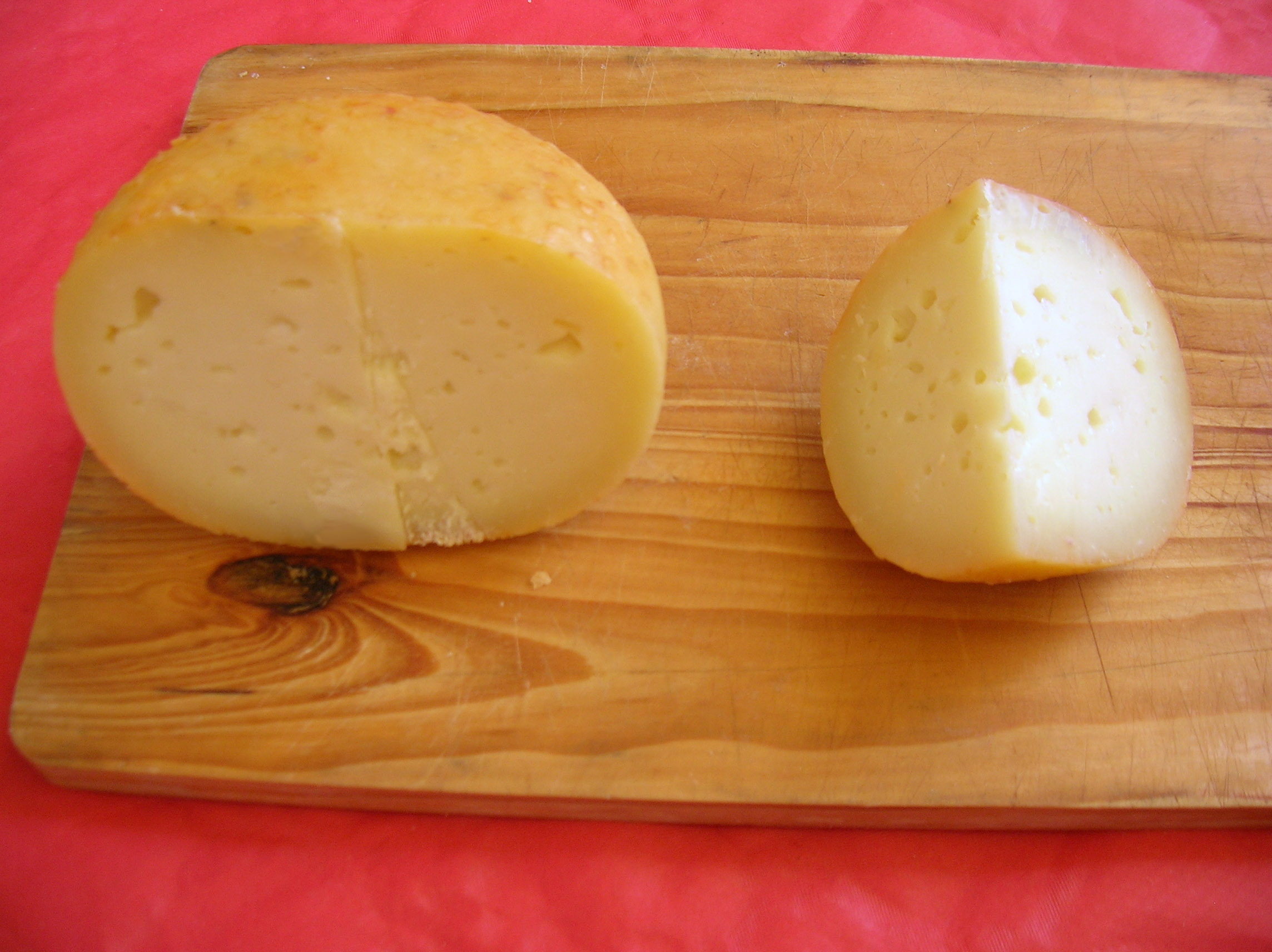
Pecorino (tendre) de Pienza.
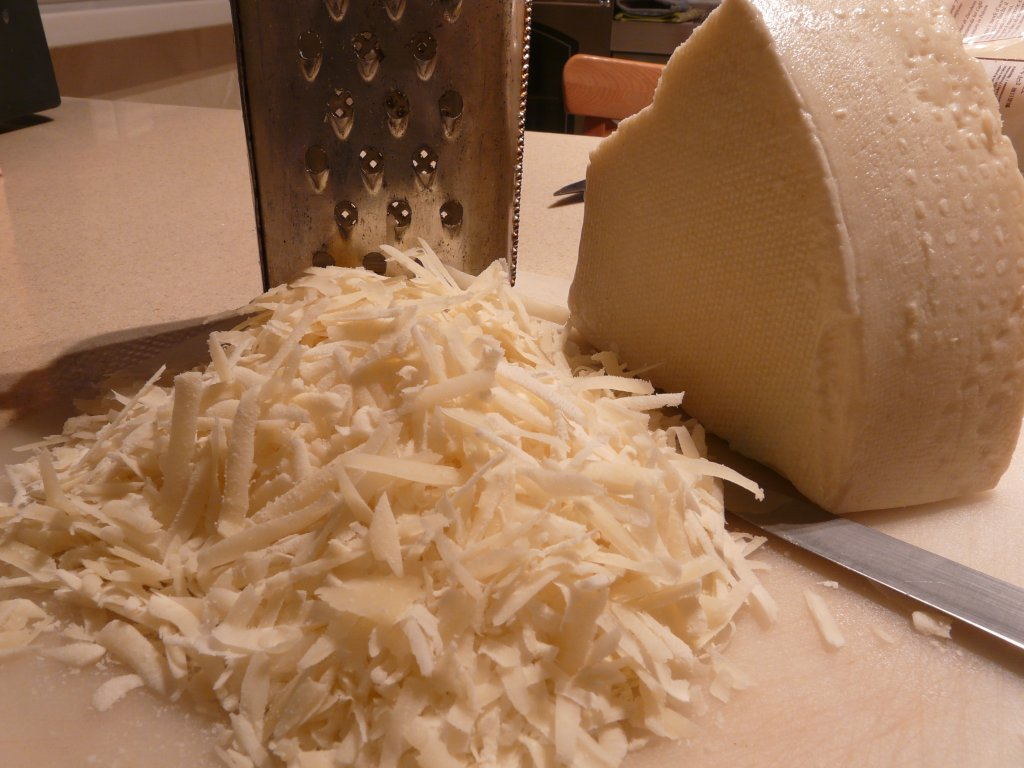
Copeaux de pecorino.
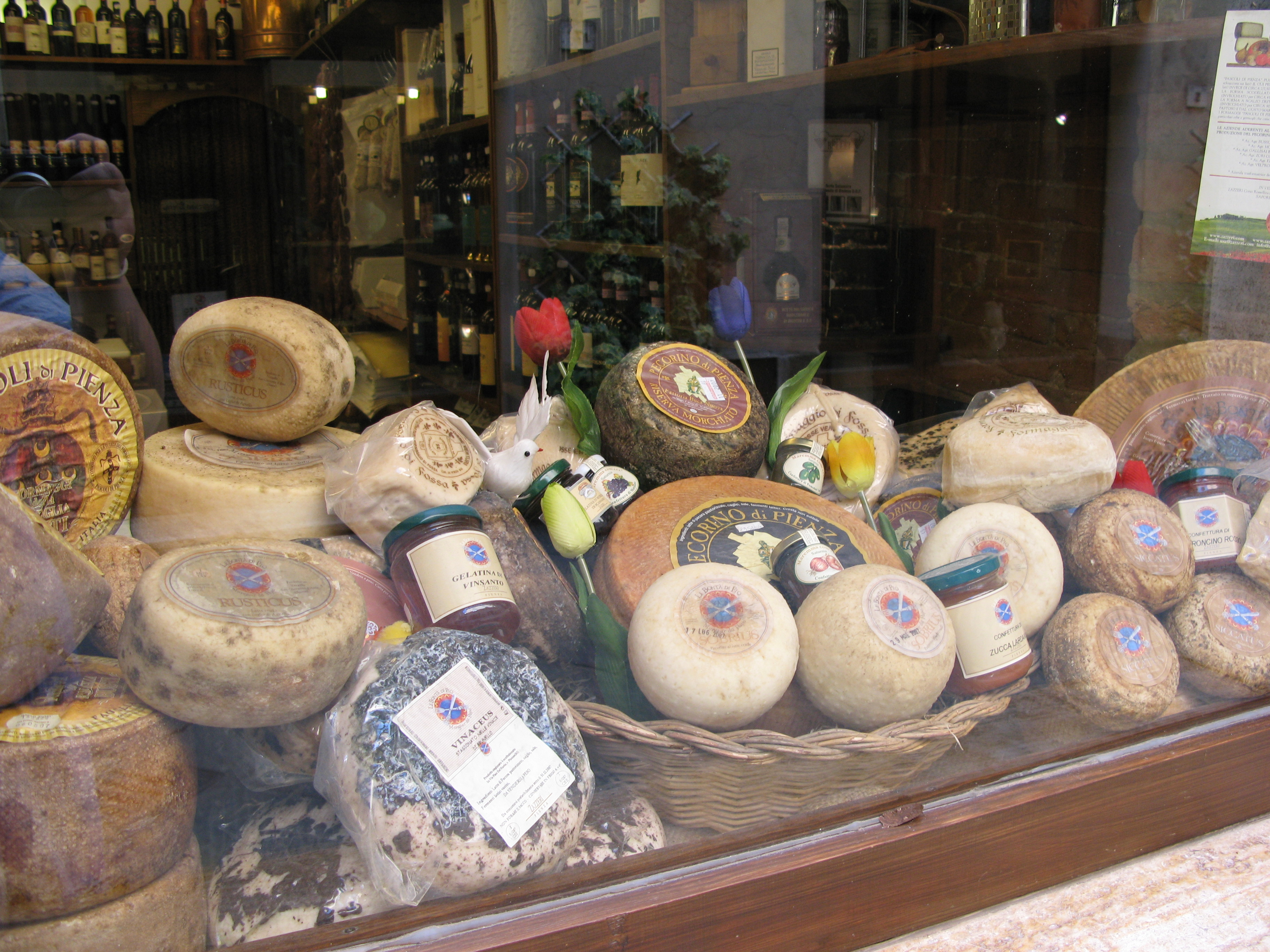
Vitrine de meules à Pienza.